# Bosque estatal de Guánica
El bosque estatal de Guánica, localizado en el municipio de Guánica, es un bosque seco subtropical situado en el suroeste de Puerto Rico. El área fue designada como una reserva forestal en 1919 y reserva de la biosfera de las Naciones Unidas en 1981. Es considerado el bosque subtropical mejor conservado y el mejor ejemplo de bosque seco en el área del Caribe. 

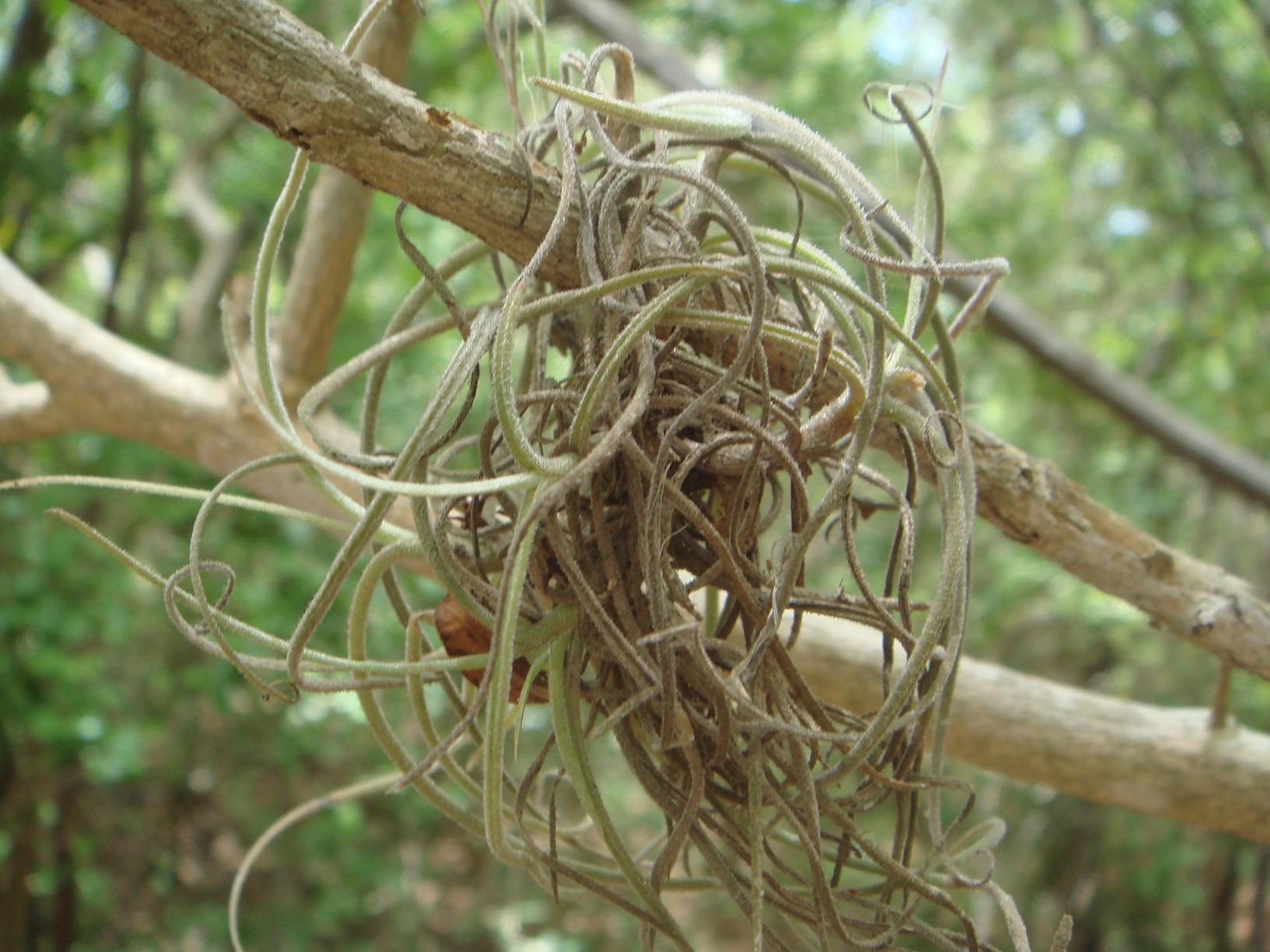
Tillandsia recurvata en el bosque seco de Guánica

## Geografía
Situado a sotavento de la Cordillera Central, la zona más seca de Puerto Rico, ya que quedan bloqueadas las nubes de lluvia que viajan con los vientos que soplan del noreste. Mucha de la lluvia se evapora antes de llegar a la costa sur y la poca que llega se pierde rápidamente por el sol caliente o desaparece a través del suelo fino y rocoso, a veces formando riachuelos subterráneos. En la temporada más seca, usualmente desde diciembre hasta el mes de abril, casi la mitad de los árboles se quedan sin hojas y solo florecen y desarrollan hojas en la temporada más húmeda desde agosto hasta noviembre. Las temperaturas en el bosque son, en promedio, alrededor de 80 °F (27 °C) en las áreas sombreadas y 100 °F (38 °C) en áreas expuestas.

## Topografía y suelos
La topografía es cuadrada, siendo más llana la zona occidental. Se pueden distinguir tres zonas:
1. Suelo de roca caliza en la superficie y granulación fina con plantas suculentas (cactus) y arbustos espinosos.
2. Suelo de cal anchas y duras con áreas grandes de arena y arcilla.
3. Suelos de arena y arcilla con vegetación siempre rojas.[4]

## Flora
En el bosque espinoso domina el tachuelo y el tintillo. Entre las suculentas hay varios tipos de cactus, como el sebucán o el melón de costa. En el bosque siempreverde domina el guayacán, la tea y el albarillo. También hay manglares de mangle botón. En el bosque caduco se encuentran árboles como el úcar, el almácigo y la serrasuela. En la costa se ven plantas resistentes a la salinidad como Batis maritima, Ipomoea pes-caprae y la uva playera.

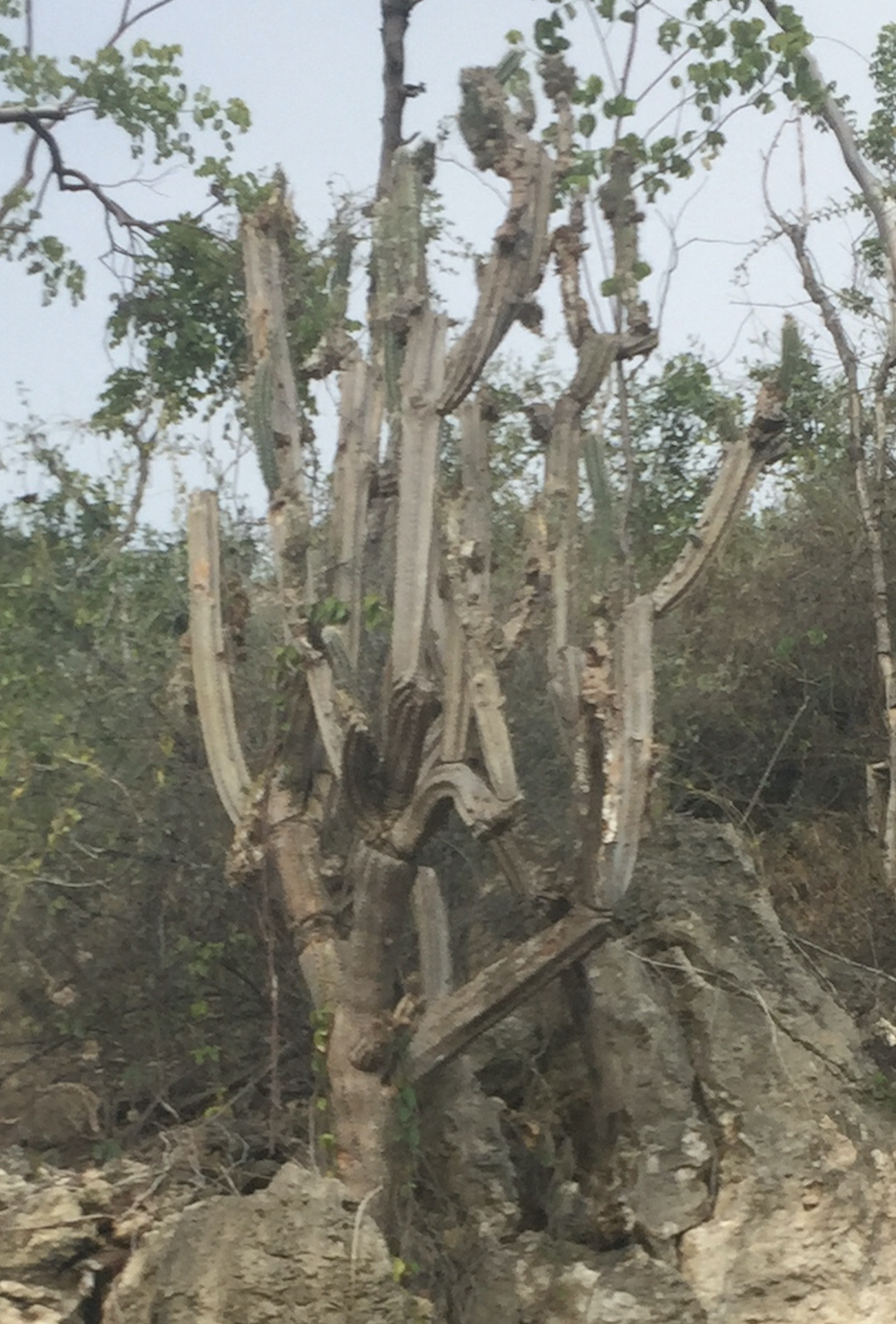
Cactus del Bosque Seco

## Fortín Caprón

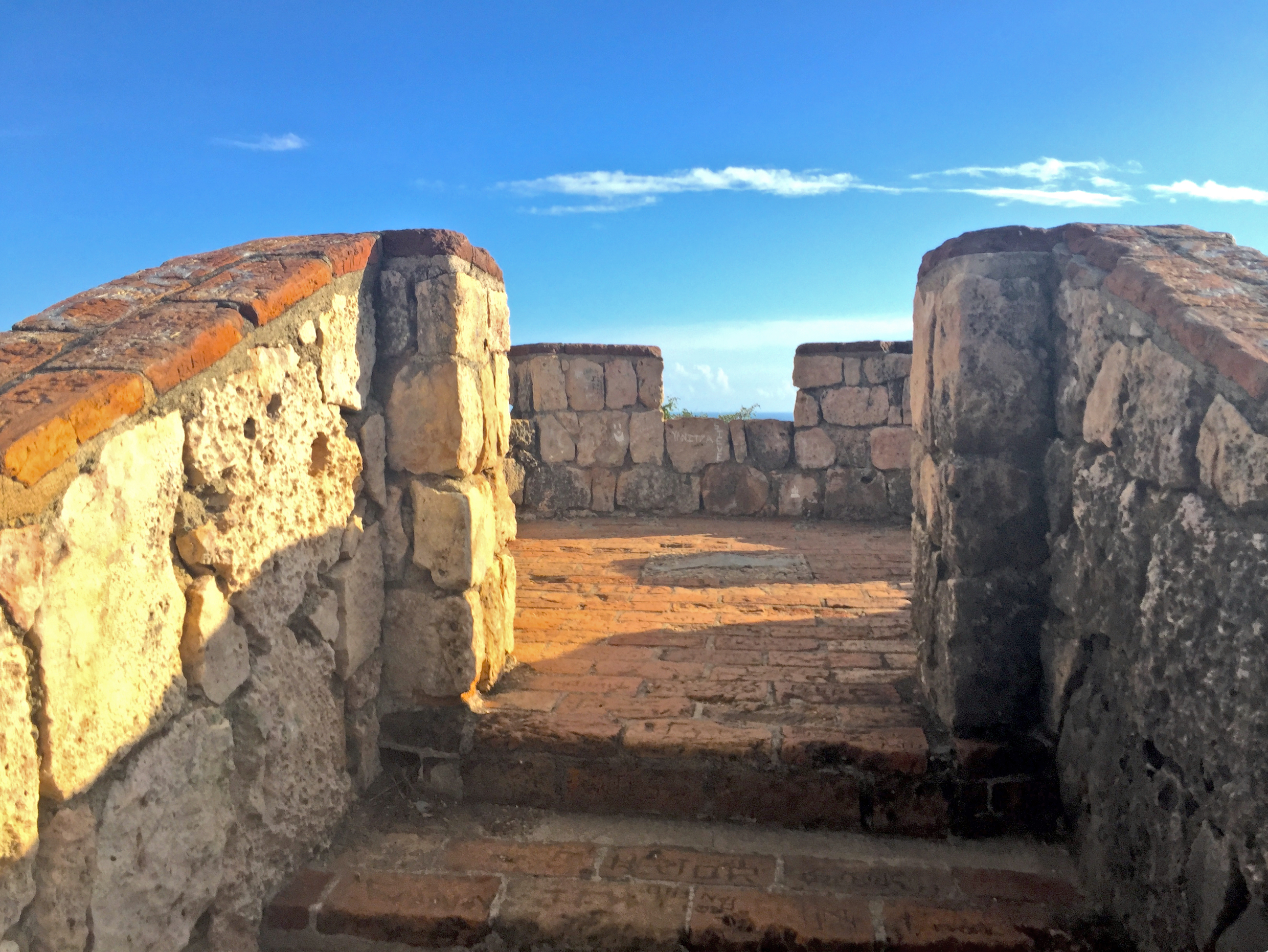
Tope del Fortín Capron, Bosque Seco de Guánica

En el borde de un cerro en la parte suroeste del bosque se encuentra el Fortín Caprón. El vigía es una pequeña fortificación de observación panorámica que el Cuerpo de Conservación Civil (Civilian Conservation Corps) construyó en 1936. La construcción reemplazó otra estación centinela española que vio su última orden durante la guerra hispanoamericana. La torre asciende unos 35 pies tomando la forma de atalaya al lado oriental de la Bahía de Guánica. Siguiendo la estructura española, la reconstrucción utilizó ladrillos y piedras calizas. La escalera tiene unos 30 escalones hacia la cumbre de donde se puede observar no solo Guánica, sino también Yauco y Peñuelas.